# Lypothora
Lypothora es un género de polillas de la familia Tortricidae.

## Especies
- Lypothora fernaldii Butler, 1883
- Lypothora roseochraon Razowski & Wojtusiak, 2010
- Lypothora walsinghamii Butler, 1883